# Dierikon
Dierikon (gsw. Dierike) – miejscowość i gmina w środkowej Szwajcarii, w kantonie Lucerna, w okręgu Luzern-Land.

## Demografia
W Dierikonie mieszka 1 620 osób. W 2021 roku 19,4% populacji gminy stanowiły osoby urodzone poza Szwajcarią. 

## Transport
Przez teren gminy przebiega droga główna nr 4.